# Dwars door België 1967
La Dwars door België 1967, ventitreesima edizione della corsa, si svolse il 26 marzo su un percorso di 206 km, con partenza ed arrivo a Waregem. Fu vinta dal belga Daniel Van Ryckeghem della squadra Mann-Grundig davanti ai connazionali Georges Van Den Berghe e Jos Spruyt.

## Ordine d'arrivo (Top 10)
| Pos. | Corridore              | Squadra                         | Tempo    |
| ---- | ---------------------- | ------------------------------- | -------- |
| 1    | Daniel Van Ryckeghem   | Mann-Grundig                    | 6h26'00" |
| 2    | Georges Van Den Berghe | Romeo-Smiths-Plume Sport        | s.t.     |
| 3    | Jos Spruyt             | Mercier-BP-Hutchinson           | s.t.     |
| 4    | Bernard Vandekerckhove | Pelforth-Sauvage-Lejeune        | s.t.     |
| 5    | Gustaaf De Smet        | Groene Leeuw-Pull Over Centrale | a 55"    |
| 6    | Walter Godefroot       | Flandria-De Clercq              | s.t.     |
| 7    | Barry Hoban            | Mercier-BP-Hutchinson           | a 1'05"  |
| 8    | Noël Vanclooster       | Flandria-De Clercq              | a 1'08"  |
| 9    | Ludo Vandromme         | Mann-Grundig                    | a 1'10"  |
| 10   | Arthur Decabooter      | Groene Leeuw-Pull Over Centrale | a 1'15"  |